# Caryospora obclavata
Caryospora obclavata är en svampart som beskrevs av Raja & Shearer 2008. Caryospora obclavata ingår i släktet Caryospora och familjen Zopfiaceae.   Inga underarter finns listade i Catalogue of Life.